# Radnice v Abenbergu
Barokní budova radnice v Abenbergu, ve městě v okrese Roth ve Středních Francích (Bavorsko), stojí na Stillaplatz 1. Je chráněnou památkou (D-5-76-111-88). 

## Popis
Budova byla původně postavena v letech 1743/44 podle plánů architekta Gabriela de Gabrieli jako sídlo úřadu biskupství Eichstätt.
Budova přiléhá přímo k Horní bráně. Tato dvoupatrová pískovcová stavba s mansardovou valbovou střechou má pásovou římsu. Její portál je orámován odtaženou okapnicí. Nad portálem je umístěn městský znak.
Dvoupodlažní boční radniční křídlo s valbovou střechou je umístěno za hlavní budovou.